# Yusuf Hikmet Bayur
Yusuf Hikment Bayur (n. Estambul, Región del Mármara, 1891 - Ibidem, 6 de marzo de 1980) fue un historiador y político turco, conocido por su trabajo sobre la Revolución de los Jóvenes Turcos.
Fue nieto de uno de los últimos Visires del Imperio, el turcochipriota Kamil Pasha. Trabajó en el gobierno como Ministro de Educación Nacional entre 1930 y 1934, y fue anteriormente Secretario Presidencial de Mustafa Kemal Atatatürk. Fue embajador de Turquía en Yugoslavia (1925-1927) y Afganistán (1928-1931).
Participó en fundar el Partido Nacional como alternativa al Partido Republicano del Pueblo, y el Partido Demócrata. Sin embargo, solo obtuvo un escaño en las elecciones generales de 1950. El partido se disolvió en 1952. Fue condenado a cuatro años de prisión tras el golpe de Estado de 1960, pero fue liberado un año antes, en 1963, por una amnistía.
Murió el 6 de marzo de 1980, en Estambul.

## Obras
- La política exterior de Turquía (1934)
- Historia de la Revolución Turca (1940-1967, 10 libros, 3 volúmenes)
- Historia de la India (1946-1950, 3 volúmenes)
- Atatürk, su vida y obra (1963)
- Historia de Turquía y el Impacto de sobre la vida política del Siglo XX (1974)